# Стави Волинської області
Стави Волинської області — стави, які розташовані на території Волинської області (в адміністративних районах і басейнах річок).
На території Волинської області налічується — 867 ставків, площею — 5077 га, загальним об'ємом — 57,2 млн м³.

## Загальна характеристика
Територія Волинської області становить 20,14 тис. км² (3,3% площі України).
Південною та західною частинами області проходить Головний європейський вододіл, що розділяє басейни Чорного та Балтійського морів, зокрема Дніпра та Вісли. Водозбір Західного Бугу (басейн Вісли) становить 19% території області, а басейн Прип'яті (басейн Дніпра) — 81%.
Найбільша кількість ставків — у межах Луцького (155 шт.), Горохівського (115 шт.), Маневицького (94 шт.) та Володимир-Волинського (92 шт.) районів. В основному ставки знаходяться в південній частині області, яка характеризується більш вираженим мікрорельєфом і розташовані в балках, ярах, на невеликих струмках, в витоках річок і понижених місцях.
Ставки в господарствах області використовуються в основному комплексно, а також мають цільове призначення: для боротьби з ерозійними явищами, відпочинку населення, зрошення, зволоження осушених земель, риборозведення.
У Волинській області в оренді знаходиться 63% ставків.

## Наявність ставків у межах адміністративно-територіальних районів та міст обласного підпорядкування Волинської області[1]
| Район, місто            | Кількість ставків, шт. | Площа ставків, га | Об'єм ставків, млн м³ | В оренді, шт. | В оренді, га |
| ----------------------- | ---------------------- | ----------------- | --------------------- | ------------- | ------------ |
| Володимир-Волинський    | 92                     | 328               | 3,7                   | 80            | 310          |
| Горохівський            | 115                    | 1016              | 11,2                  | 99            | 820          |
| Іваничівський           | 68                     | 346               | 3,4                   | 58            | 290          |
| Камінь-Каширський       | 30                     | 147               | 1,5                   | 11            | 60           |
| Ківерцівський           | 64                     | 430               | 4,9                   | 24            | 130          |
| Ковельський             | 33                     | 222               | 2,9                   | 25            | 320          |
| Локачинський            | 84                     | 480               | 5,3                   | 33            | 400          |
| Луцький                 | 155                    | 1120              | 12,9                  | 134           | 1000         |
| Любешівський            | 1                      | 17                | 0,2                   | -*            | -            |
| Любомльський            | 8                      | 29                | 0,3                   | 5             | 20           |
| Маневицький             | 94                     | 473               | 5,3                   | 20            | 80           |
| Ратнівський             | 5                      | 14                | 0,2                   | 4             | 10           |
| Рожищенський            | 27                     | 107               | 1,4                   | 22            | 90           |
| Старовижівський         | 8                      | 19                | 0,2                   | 3             | 2            |
| Турійський              | 34                     | 105               | 1,1                   | 26            | 80           |
| Шацький                 | 41                     | 193               | 2,3                   | 5             | 60           |
| м. Луцьк                | 5                      | 16                | 0,2                   | 1             | 2            |
| м. Володимир-Волинський | 2                      | 3                 | 0,1                   | —             | -            |
| м. Нововолинськ         | 1                      | 12                | 0,1                   | —             | -            |
| Разом                   | 867                    | 5077              | 57,2                  | 550           | 3674         |

Примітка: -* — немає ставків, переданих в оренду.

## Наявність ставків у межах основнихрайонів річкових басейнівна території Волинської області[1]
| Район річкового басейну | Кількість ставів, шт. | Площа ставів, га | Об'єм ставів, млн м³ | В оренді, шт. | В оренді, га |
| ----------------------- | --------------------- | ---------------- | -------------------- | ------------- | ------------ |
| Дніпра, у тому числі    | 611                   | 3796             | 43,3                 | 393           | 2685         |
| р. Прип'ять             | 611                   | 3796             | 43,3                 | 393           | 2685         |
| Вісли, у тому числі     | 256                   | 1281             | 13,9                 | 157           | 989          |
| р. Західний Буг         | 256                   | 1281             | 13,9                 | 157           | 989          |
| Разом                   | 867                   | 5077             | 57,2                 | 550           | 3674         |

Більш зарегульованими водосховищами і ставками на території Волинської області є річки басейну Дніпра (611 ставків з 867).